# Fallen Son: The Death of Captain America
A Fallen Son: The Death of Captain America egy, a Marvel Comics által kiadott mini-képregénysorozat, mely 2007-ben jelent meg az Egyesült Államokban. A minisorozat írója Jeph Loeb, rajzolói Leinil Yu, Ed McGuinness, John Romita Jr., David Finch és John Cassaday. A sorozat a Civil War (Polgárháború) című crossover után játszódik, melynek végén Amerika Kapitány merénylet áldozata lett. Az öt különálló történet mindegyike különböző szuperhősökre összpontosít, hogy azok hogyan viselik barátjuk és bajtársuk elvesztését. A sorozat mindegyik darabja kétfajta borítóval került forgalomba.

## A megjelenés története
A minisorozat öt részének mindegyike az Elisabeth Kübler-Ross által meghatározott, a gyász öt fázisának egyikét, a tagadást, a dühöt, az önvádat, az elzárkózást és a megbékélés mutatja be. A képregény írója, Jeph Loeb a sorozat előtt két évvel, 2005 júniusában veszítette le fiát, Samet, aki 17 évesen hunyt el rákban, így maga Loeb is fájdalmasan közelről ismerte ezt az öt fázist. Jeph Loeb úgy nyilatkozott, hogy fia elvesztése nagyban hozzájárult, hogy a sorozat a Fallen Son címet kapta, mely így nemcsak az elhunyt Amerika Kapitányra, mint „Amerika elesett fiára”, hanem Leob elvesztett gyermekére is utalhat.

## A cselekmény előzménye
Az Egyesült Államok szuperhőseit megosztó polgárháború a szuperhős regisztrációs törvényt támogató hősök győzelmével végződött. Az ellenzők nagyobb része belenyugodott a harc elvesztésébe és csatlakozott a regisztrációhoz. Mások azonban, mint földalatti mozgalom, tovább folytatják a bűn elleni harcot regisztráció nélkül, így megsértve a törvényt.
Amerika Kapitány mint Steve Rogers és nem mint a Kapitány tette le a fegyvert és önként börtönbe vonult. Rogers ellen számos vádat hoztak fel. Bírósági tárgyalásának napján, a bíróság épülete előtt egy merénylő fegyveréből leadott lövés súlyosan megsebesíti őt. Rogerst azonnal a kórházba szállítják, de az orvosok az életét már nem tudják megmenteni.

## A cselekménye
A történet egyetlen éjszakán, illetve a másnapra virradó reggelen játszódik.

### Rozsomák – tagadás
Rozsomák arról beszélget Télkatonával, hogy képtelenség, hogy Amerika Kapitány meghalhatott egy egyszerű puskagolyótól. Vitatkozni kezdenek, hogy valójában mi is történhetett aznap a bíróság épülete előtt. Mivel Rozsomák nem tudja meggyőzni Télkatonát az elméletéről, felkeresi a Fenegyereket, hogy az ő segítségével járjon a történtek végére.
Doktor Strange segítségével láthatatlanul behatolnak a S.H.I.E.L.D. fő helibázisára, hogy ők is kihallgassák az elfogott merénylőt, Crossbonest. Crossbones azt állítja, hogy valóban rálőtt Amerika Kapitányra, de a halálos lövés nem tőle származott. Rozsomák ki akarja szedni belőle, hogy ki bérelte fel, de Crossbones nem emlékszik rá, a Fenegyerek pedig, mint élő hazugságvizsgáló megerősíti, hogy igazat mond. Miután Rozsomák semmit nem tudott kiszedni Crossbonesból, Fenegyereket elküldi ő maga pedig megkeresi Amerika Kapitány holttestét.
Rozsomák megtalálja a koporsót de Rogers holtteste mellett nincs ott Amerika Kapitány pajzsa. Ekkor felbukkan Vasember és Henry Pym, akik le akarják tartóztatni őt. Rozsomák azt mondja, hogy nem fogják letartóztatni mert ők is azt akarják, hogy vigye el a hírt, miszerint Steve Rogers valóban halott. Rozsomák búcsúzóul még megígéri Vasembernek, hogyha kiderül, hogy köze volt Rogers halálához, megöli.
Jeph Loeb úgy nyilatkozott, hogy azért választotta Rozsomákot a tagadás fázisának bemutatásához, mivel Rozsomák rendkívül makacs és sokszor, nem is alaptalanul, gyanakvó személyiség. Ha őt meggyőzik arról, hogy Steve Rogers halott, mindenki más is el fogja hinni.

### A Bosszú Angyalai – düh
A Ms. Marvel vezette Hatalmas Bosszú Angyalai Tigriscápával szállnak harcba, aki ellopta „Gábriel kürtjét”, mely képes mélytengeri szörnyeket előhívni az óceánból.
Eközben a Lény a törvényen kívüli Bosszú Angyalai pókerpartijához csatlakozik. A játék közben Amerika Kapitány haláláról és a polgárháború eseményeiről beszélgetnek. A történtekről mindenkinek más a véleménye és ez igen feszültté teszi a játék hangulatát. Sólyomszem és Hazafi inkább őrjáratra indulnak és otthagyják a partit. Közben Rozsmák is visszatér a S.H.I.E.L.D. helibázisáról és elmondja mindenkinek, hogy Rogers valóban halott. Pókember nem akar hinni Rozsomáknak és rátámad, majd dühösen hazamegy. Rozsomák aggódik miatta és távolról követi, hogy biztosan hazaérjen.
Távol a pókerpartitól a másik csapat bosszúangyal tovább küzd Tigriscápa és a tengeri szörnyek ellen. A harcnak Namor felbukkanása vet véget, aki visszaszerzi a kürtöt és visszaparancsolja a szörnyeket az óceánba. Közli, hogy észrevette a part közelében a víz alá telepített rakétákat és ha közülük csak is Atlantiszra lesz irányítva olyan szörnyekkel tér vissza amiket nem fognak tudni visszaverni.

### Amerika Kapitány – önvád
Clint Barton, a halottnak hitt egykori Sólyomszem az elpusztult Bosszú Angyalai kúriájához hívja Vasembert, aki nagyon meglepődik hogy Barton életben van. Barton felelősségre vonja Vasembert Rogers haláláért, mire Vasember leüti őt és a helibázisra szállítja. Miután Vasember megbizonyosodott róla, hogy valóban Bartonnal van dolga megmutatja neki Amerika Kapitány igazi pajzsát. Elmondja neki, hogy készítettek belőle két másolatot, melyből az egyiket a Smithsonianban fognak kiállítani, a másikat pedig Rogers koporsójába rakják. Vasember biztatja Bartont, hogy próbálja ki a pajzsot.
Vasember megpróbálja meggyőzni Bartont, hogy öltse magára Amerika Kapitány egyenruháját, amin Barton felháborodik, hiszen Rogerst még el sem temették, és azt mondja, hogy Amerika Kapitány nem létezik Steve Rogers nélkül. Vasember emlékezteti rá Bartont, hogy ezt nem mindig gondolta így. A beszélgetést egy Vasember számára érkező bejövő hívás szakítja félbe.
Egy másik helyszínen a törvényen kívüli új Sólyomszem, Kate Bishop és Hazafi éppen egy szuperbűnözőt fegyvereznek le. Vasember és Barton távolabbról szemlélik az eseményeket. Barton meglepődik amikor Vasember elmondja, hogy a lány az új Sólyomszem. Vasember megpróbálja elkapni a két törvényen kívülit, de azoknak sikerül sikerül a csatornába menekülniük, ahol viszont Barton várja őket Amerika Kapitány egyenruhájában. Hazafi és Kate persze nem tudják, hogy a maszk az egykori Sólyomszemet takarja. Hazafinak nagyon nem tetszik, hogy az idegen ezt az egyenruhát viseli, mire Barton Kate Sólyomszem nevét nehezteli. Kate elmondja, hogy csak azért vette fel a nevet, hogy tisztelegjen Barton emléke előtt (akit a két fiatal halottnak hisz) és hogy a nevet még az igazi Amerika Kapitány ajánlotta fel neki.
Clint végül hagyja Hazafit és Sólyomszemet elmenekülni. Azt mondja Vasembernek, hogy csak azért akar belőle Amerika Kapitányt csinálni mert vétkesnek érzi magát és nem tudja elviselni a veszteséget. Visszaadja Vasembernek a pajzsot és elsétál.

### Pókember – elzárkózás
Pókember felkeresi Ben bácsikája sírját. Azon gondolkodik, hogy míg az igazi hős öröksége a megmentette életek, addig őt az után fogják megítélni, hogy hány életet nem sikerült megóvnia. Eszébe jutnak a szülei, Harry Osborn, Gwen Stacy és Stacy apja, majd Amerika Kapitány. Kétségei támadnak, hogy tudja e folytatni.
Pókösztöne hirtelen veszélyt jelez és meglátja, hogy Rinó is a temetőben van. Pókember rátámad Rinóra, aki pedig csak édesanyja sírját látogatta meg, éppen azért az éjszaka közepén, hogy senkit ne zavarjon. Pókember rájön, hogy hibát követett el, de nem tud megszólalni és bocsánatot kérni; ismét régi emlékei törnek a felszínre egy közös harcukról Amerika Kapitánnyal. Miután Pókember leteríti Rinót Rozsomák, aki a pókerparti óta követte őt, kilép az árnyékból. Pókember csak egyedül akar maradni és tovább „menekül” a Brooklyn hídra, oda ahol Gwen meghalt.
Rozsomák oda is követi és elmondja, hogy tudja min megy keresztül, de minden sérülés után gyorsabban gyógyul az ember és ezt ő maga is tudja, hiszen akkor nem lett volna kinn a temetőben. Elmondja, hogy valakinek a halálán nem teheti túl magát az ember, hanem élete része lesz és az egyetlen amiben reménykedhet, hogy egy nap gyengülni fog majd a fájdalom.

### Vasember – megbékélés
Másnap reggeli Washingtonban eddig csak az Egyesült Államok elnökeinek kijáró ceremónia keretei között kísérik utolsó útjára Amerika Kapitányt. A temetésére több tízezren gyűltek össze.
A gyászbeszédet Vasember, Tony Stark kezdte volna de érzései annyira felülkerekedtek rajta, hogy csak annyit tudott mondani, hogy „Nem akartuk, hogy ez legyen a vége…”. A szót Sam Wilson, a Sólyom veszi át tőle, aki arról beszél, hogy sosem az számított, hogy Amerika Kapitánynak, a Kapitánynak vagy Nomádnak hívták, mert ő mindvégig Steve Rogers volt az egyenruha mögött. Nem az számított, hogy Rogers milyen szuperkatona-szérumtól kapta erejét, hanem az ahogyan erőt adott másoknak, akiket megmentett és akiket ösztönzött tetteivel. Wilson a beszéd végén azt mondja, hogy ennek a napnak nem kell a bánat napjának lennie, hiszen a temetésen összegyűlt emberek most nem törődnek azzal, hogy más a nemzetiségük, vallásuk vagy bőrszínük és ez volt az amiért Steve Rogers mindig is harcolt.
Három nappal később Vasember, a Darázs és Hank Pym az Északi-sarkra utaznak Steve Rogers igazi holttestével. Vasember azt mondja, hogy a temetés a nyilvánosságnak szólt és hogy Rogers sosem nyugodhatna békében egy nyilvános temetőben. Vasember elmondja azt a beszédet, amit a temetésen szeretett volna, de nem volt képes rá, majd kisvártatva a vízből előjön Namor. Namor megígéri, hogy amíg ő uralkodik az óceánok felett Rogers nyugalmát senki nem fogja háborgatni, majd lemerül a koporsóval a jeges vízbe oda ahol Rogerst korábban megtalálták.

## Külső hivatkozások
- Fallen Son: The Death of Captain America – Wolverine a Marvel.com oldalain
- Fallen Son: The Death of Captain America – Avengers a Marvel.com oldalain
- Fallen Son: The Death of Captain America – Captain America a Marvel.com oldalain
- Fallen Son: The Death of Captain America – Spider-Man a Marvel.com oldalain
- Fallen Son: The Death of Captain America – Iron Man a Marvel.com oldalain
- Jeph Loeb on Fallen Son #5
- Daily Bugle: Captain America shot and killed
- Fallen Son: Death of Captain America Visual Guide
- Népszabadság Online: Captain America halála
- NY Daily News – Captain America killed!Archiválva 2012. november 22-i dátummal a Wayback Machine-ben